# جامع البيك
جامع البيك يقع وسط المدينة القديمة في نابلس في زاوية التقاء شارع النصر مع شارع الشواية. كان يسمى جامع العين نسبة إلى عين حسين التي تقع تحت بنائه الحالي. أعاد إبراهيم طوقان الجد الأول ترميم أجزاء منه في عام 1158هـ/1745، لهذا سمي بالبيك نسبة إلى لقب العائلة. الطابق العلوي من جامع البيك فيه عدد من الغرف القديمة التي كان ينزل فيها الطلبة للعلم وحفظ القرآن ويقيمون فيها أيضا.

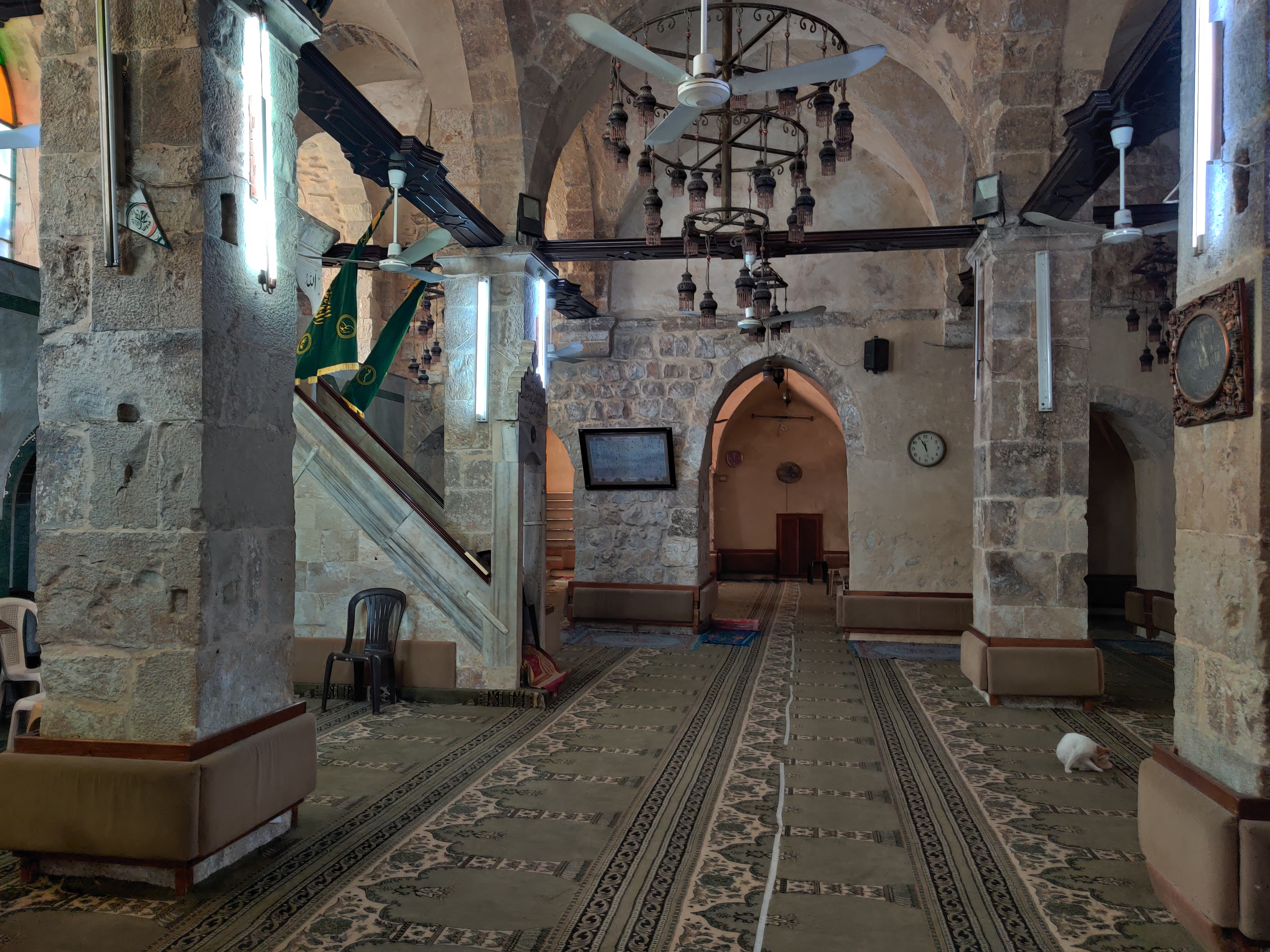
مقطع عرضي لجامع البيك في المدينة القديمة في نابلس

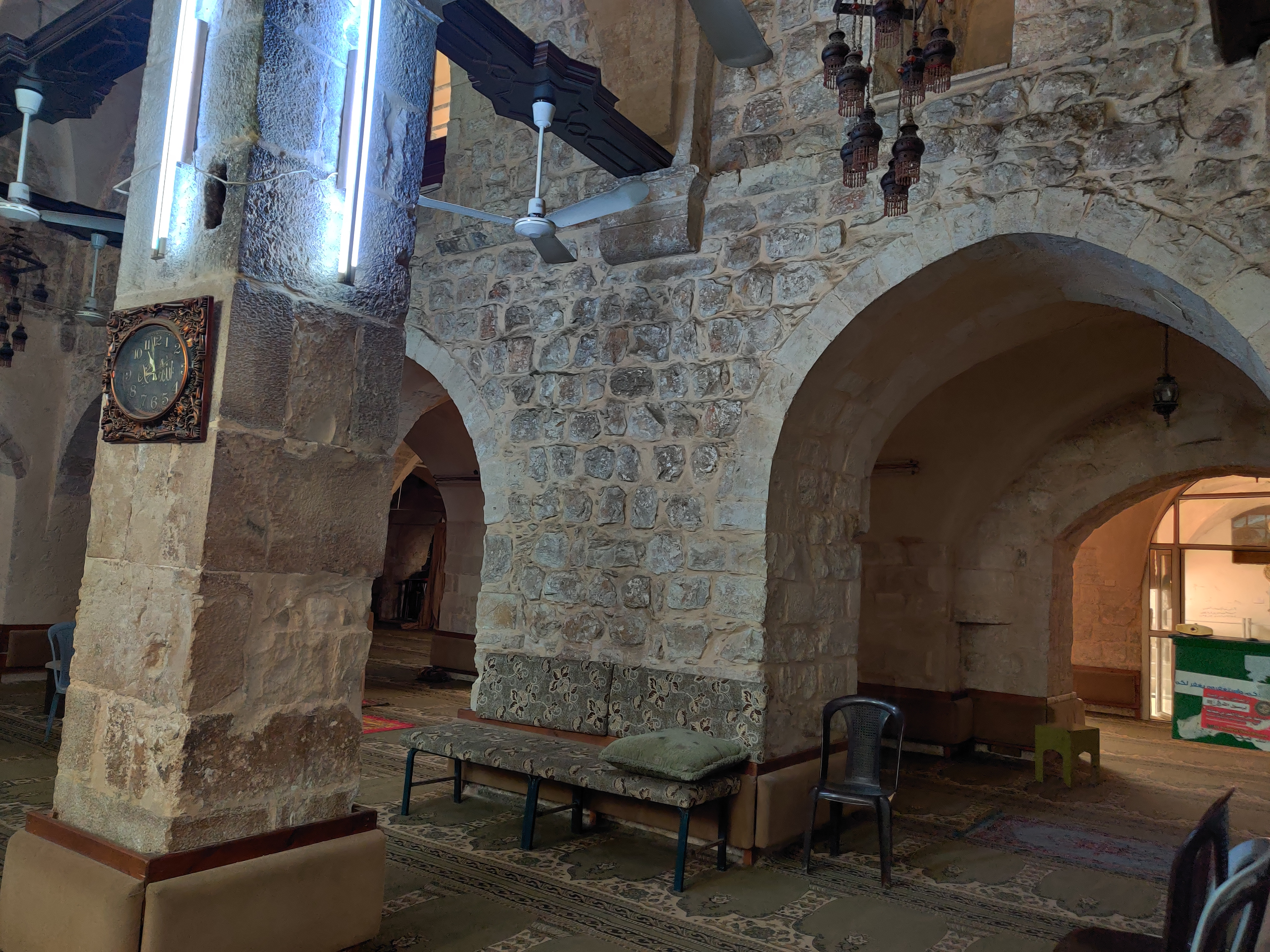
مقطع جانبي لجامع البيك في المدينة القديمة في نابلس